# خوليو بلانك
خوليو بلانك (بالإسبانية: Julio Blanck)‏ (28 يونيو 1954 - 7 سبتمبر 2018) هو صحفي أرجنتيني.